# Giugliano in Campania
Giugliano in Campania – miejscowość i gmina we Włoszech, w regionie Kampania, w prowincji Neapol.
Według danych na rok 2004 gminę zamieszkiwało 91 265 osób, 970,9 os./km².
Honorowym obywatelem gminy jest polski piłkarz Piotr Zieliński.